# Cryptantha spiculifera
Cryptantha spiculifera là loài thực vật có hoa trong họ Mồ hôi. Loài này được (Piper) Payson mô tả khoa học đầu tiên năm 1927.